# Brycinus sadleri
Brycinus sadleri es una especie de peces de la familia Alestiidae en el orden de los Characiformes.

## Morfología
Los machos pueden llegar alcanzar los 13,8 cm de longitud total.

## Alimentación
Come insectos.

## Hábitat
Es un pez de agua dulce y de clima tropical.

## Distribución geográfica
Se encuentran en África: lagos  Victoria,  Kyoga y Nabugabo, y ríos  Malawi y  nil.

## Uso comercial
Está presente en los mercados locales.